# Thyssen (famiglia)
I Thyssen sono una famiglia di industriali tedeschi originari di Aquisgrana.
Le attuali fortune dei Thyssen sono legate ad August Thyssen, terzo figlio di una famiglia cattolica benestante: il padre Friedrich (1804-1877) si era occupato per quindici anni del primo laminatoio di fili d'acciaio nella provincia renana e in seguito aveva fondato una banca. Con August la famiglia diventa una delle più grandi dell'industria tedesca. Il successo imprenditoriale continua con i figli Fritz e Heinrich, anche se i due avviano attività separate.
La famiglia, che ha avuto posizioni conservatrici e per un momento vicine al Nazismo, è anche nota per l'interesse collezionistico di alcuni suoi rappresentanti. Tra gli esponenti più celebri si ricordano August Thyssen, Fritz Thyssen, Heinrich Thyssen-Bornemisza e Hans Heinrich Thyssen-Bornemisza de Kászon.

## Genealogia
- Isaak Lambert Thyssen, (c. 1685-1773), sp. in prime nozze ante 1720 Johanna Wirtz (+ c. 1728), sp. in seconde nozze a Laurensberg il 24 agosto 1730 Anna Maria Charlier (d. c. 1738), sp. in terze nozze ad Aquisgrana, c. 1740 Mechtild Deutz (Aquisgrana, 26 febbraio 1701)
- Nikolaus Thyssen (Schlottfeld, 1727-Aquisgrana, 2 ottobre 1778), sp. ad Aquisgrana, 16 gennaio 1763) Anna Maria Hungs (Aquisgrana, 1740-Aquisgrana 16 luglio 1825)
- Nikolaus Thyssen (Aquisgrana, 21 dicembre 1763-Aquisgrana 15 ottobre 1814), noto fornaio, sp. ad Aquisgrana, 4 novembre 1792 Christine Nellessen (Aquisgrana, 22 settembre 1766-Aquisgrana, 8 maggio 1818), proveniente da una famiglia di imprenditori di Aquisgrana[1]
- Johann Friedrich Thyssen (Aquisgrana, 1º ottobre 1804-Eschweiler, 25 maggio 1877), banchiere, sp. ad Aquisgrana, 1º ottobre 1838 la cugina Katharina Thyssen (Aquisgrana, 28 settembre 1814-Düsseldorf, 11 febbraio 1888), figlia di Isaak Thyssen e di Margaretha Kluck (v. sotto)
- August Thyssen, (1842-1926), sp. 1872 (div. 1885) Hedwig Pelzer, figlia di Johann-Heinrich Pelzer e di Hedwig Troost
- Fritz Thyssen, (1873-1951), sp. Amelie zur Helle, figlia di Ludwig e di Anna Maria Scherr

- Anna (Anita) Thyssen (Bonn, 13 maggio 1909-Monaco, 20 agosto 1990), sp. a Mülheim an der Ruhr, 6 agosto 1936 (div. 1946) Gábor Ödön Ladislaus Josef Maria Graf Zichy de Zich et Vásonykeö (Graz, 1º maggio 1910-Buenos Aires, 25 maggio 1974)

- Friedrich-August Graf Zichy-Thyssen de Zich et Vásonykeö (Aquisgrana, 22 giugno 1937), sp. in prime nozze a Rio de Janeiro, 28 settembre 1960 (div.) Alayde Mutzenbecher (Rio de Janeiro, 19 febbraio 1943), sp. in seconde nozze a 26 febbraio 1976 (div. 1984) Maria Stella Fratta Silvero (Asunción, 17 febbraio 1950), sp. in terze nozze ottobre 1987 (div. 1989) Maria Inés Sellarés (Goya, 20 luglio 1952), sp. in quarte nozze 23 luglio 2002 Laura Arce (Buenos Aires, 13 settembre 1958)

- Alejandro Augusto Graf Zichy-Thyssen de Zich et Vásonykeö (Buenos Aires, 24 luglio 1961), sp. in prime nozze a Rio de Janeiro, 22 gennaio 1993 (div.) Janaina da Silva Fires (Rio de Janeiro, 20 luglio 1972), sp. in seconde nozze a Le Cannet, 4 settembre 2002 Anna Sazontyeva (San Pietroburgo, 16 febbraio 1969)

- Katarina Gräfin Zichy-Thyssen de Zich et Vásonykeö (Rio de Janeiro, 27 febbraio 1996)
- Julia Pavlina Gräfin Zichy-Thyssen de Zich et Vásonykeö (Rio de Janeiro, 9 luglio 2004)

- Marcia Amelia Gräfin Zichy-Thyssen de Zich et Vásonykeö (Rio de Janeiro, 11 aprile 1963), sp. a Washington, 4 novembre 1987 Felipe Alberto Martín de la Balze (Buenos Aires, 19??), s.p.
- Claudia Caroline Gräfin Zichy-Thyssen de Zich et Vásonykeö (Rio de Janeiro, 20 agosto 1966)
- Federico Julian Ladislao Graf Zichy-Thyssen de Zich et Vásonykeö (Mercedes, 9 ottobre 1978), sp. 2005 Carolina Valenzuela (5 giugno 1977)

- Federico Ladislao Graf Zichy-Thyssen de Zich et Vásonykeö (2006)

- Gabriel Federico Graf Zichy-Thyssen de Zich et Vásonykeö (Buenos Aires, 18 ottobre 1988)

- Gabriel Graf Zichy-Thyssen de Zich et Vásonykeö (Buenos Aires, 5 aprile 1942), sp. in prime nozze a Porto Alegre, 28 ottobre, 1963 (div. 1980) Elsa Barcellos (Porto Alegre, 21 marzo 1943), sp. in seconde nozze a Asunción, 20 giugno 1980 Christina Llacer (Buenos Aires, 30 novembre 1960)

- Ana Christina Gräfin Zichy-Thyssen de Zich et Vásonykeö (Düsseldorf, 19 ottobre 1964), sp. a Buenos Aires, 11 marzo 1985 Alejandro Moreno (San Luis, 13 ottobre 1963), s.p.
- Isabel Luisa Gräfin Zichy-Thyssen de Zich et Vásonykeö (Porto Alegre, 5 ottobre 1965)
- Claudio Eduardo Graf Zichy-Thyssen de Zich et Vásonykeö (Buenos Aires, 9 giugno 1971)
- Augusto Graf Zichy-Thyssen de Zich et Vásonykeö (Buenos Aires, 11 dicembre 1974)
- Cynthie Janine Gräfin Zichy-Thyssen de Zich et Vásonykeö (San Luis, 31 dicembre 1981)
- Yasmine Kristen Gräfin Zichy-Thyssen de Zich et Vásonykeö (Newport Beach, California, 10 febbraio 1984)
- Amelie Justine Gräfin Zichy-Thyssen de Zich et Vásonykeö (Buenos Aires, 1º dicembre 1987), sp. Christopher G. Gort

- Shiloh J. Gort

- August Thyssen (Mülheim an der Ruhr, 25 settembre 1874-Monaco, 13 giugno 1943) sp. N

- Bodo Thyssen, (1918-2004), medico, sp. Renate Kerkhoff nota come Renate Thyssen-Henne, già sposata con l'industriale Helmut Friedhelm Homey

- Gabriella Renate Thyssen, poi Gabriele Thyssen, figlia di Renate e adottata da Bodo, sp. in prime nozze nel 1991 il principe Karl Emich di Leiningen, sp. in seconde nozze nel 1998 Karim Aga Khan IV

- barone Heinrich Thyssen-Bornemisza, (1875-1947), sp. 1906 (div. 1932) Margit Freiin Bornemisza de Kászon et Impérfalva

- Henrik Gábor István Ágost Freiherr Thyssen-Bornemisza de Kászon et Impérfalva (Rechnitz (Rohonc), 26 luglio 1907-New York, 23 gennaio 1981), sp. in prime nozze a Corpus Christi, Texas, 27 aprile 1927 Elisabeth Clarkson, sp. in seconde nozze a Budapest 24 maggio 1932 Ilona Kugler (Pilismarót, 20 marzo 1905-Monaco, 26 settembre 1992), s.p.

- Margit Gabriella Lujza Freiin Thyssen-Bornemisza de Kászon et Impérfalva (Rechnitz (Rohonc), 22 giugno 1911-Lugano-Castagnola, 15 settembre 1989), "La Contessa Assassina", sp. a Gandria, Tessin, 17 giugno 1933 Johann (Iván) Maria Josef Ladislaus Graf Batthyány de Német-Ujvar (Kittsee (Köpcsény), 21 aprile 1910-Lugano, 16 luglio 1985)

- Johann (Iván) Ladislaus Heinrich Maria Graf Batthyány de Német-Ujvar (Vienna, 16 maggio 1934-Pressbaum, 26 agosto 1967)

- Robert Christof Heinrich Maria Graf Batthyány de Német-Ujvar (Vienna, 12 luglio 1935), sp. ad Amburgo, 18 agosto 1966 Christine Riechert (Nordhausen, 6 febbraio 1938), figlia di Hans Joachim Riechert e di Elfriede Brodthage

- Tatiana Christina Maria Gräfin Batthyány de Német-Ujvar (Amburgo, 26 giugno 1968), sp. 1993 Konrad Graf von Waldersee (Waterneverstorf, 27 marzo 1957)

- Heinrich (Henry) Graf von Waldersee (Londra, 28 aprile 1996)
- Laura Gräfin von Waldersee (Londra, 29 gennaio 1998)
- László Graf von Waldersee (Londra, 16 febbraio 2000)

- Iván Christof Graf Batthyány de Német-Ujvar (Amburgo, 2 marzo 1979)

- Gabrielle Wilhelmine Hedwige Marie Freiin Thyssen-Bornemisza de Kászon et Impérfalva (Rechnitz (Rohonc), 20 dicembre 1915), sp. a Gadria, Tessin, 1º settembre 1938 Adolf Willem Carel Freiherr von Bentinck (Ede, 3 settembre 1905-Parigi, 7 marzo, 1970)

- Henriette Louise Maria Freiin von Bentinck (Londra, 30 gennaio 1949), sp. in prime nozze a Londra, 13 giugno 1967 (div. 1973) Spencer Compton, VII marchese di Northampton (2 aprile 1946), sp. in seconde nozze (div.) Richard Thompson, sp. in terze nozze a Parigi, 1º luglio, 1978 Serge Boissevain (Neuilly, 10 luglio 1947)
- Carel Johannes Freiherr von Bentinck (1957)

- barone Hans Heinrich Thyssen-Bornemisza de Kászon, (1921-2002), fondatore del Museo Thyssen-Bornemisza a Madrid

- sp. in prime nozze 1946 (div. 1950) Maria Theresa Amalia, Principessa di Lippe-Weissenfeld

- Georg Heinrich Thyssen-Bornemisza (1950-)

- sp. in seconde nozze 1954 (div. 1956) Nina Sheila Dyer
- sp. in terze nozze 1956 (div. 65) Fiona Frances Elaine Campbell-Walter

- Francesca Thyssen-Bornemisza (7 giugno 1958), sp. a Mariazell il 31 gennaio 1993 Carlo d'Asburgo-Lorena

- Eleonore d'Asburgo-Lorena (28 febbraio 1994)
- Ferdinando Zvonimiro d'Asburgo-Lorena (21 giugno 1997)
- Gloria d'Asburgo-Lorena (15 ottobre 1999)

- Lorne Thyssen-Bornemisza (1963-), convertito all'Islam.

- sp. in quarte nozze 1967 (div. 1984) Denise Shorto

- Wilfried Alexander August Thyssen-Bornemisza (1974-)

- sp. in quinte nozze 1985 Carmen Cervera Fernández de la Guerra, Miss Catalogna, Miss Spagna, Miss Europa, e 3° Miss Universo, ex moglie di Lex Barker, (1919-1973)

- Borja (1980-), figlio di Carmen, e adottato dal barone Hans Heinrich Thyssen-Bornemisza, sp. 2007 Blanca Cuerto

- Sacha (2008-)

- Hedwig Thyssen (Mülheim an der Ruhr, 19 dicembre 1878-Kreuzlingen, Thurgau, 31 luglio 1950), sp. in prime nozze a Mülheim an der Ruhr, 28 agosto 1899 (div. 1908) Ferdinand Freiherr von Neufforge (Aquisgrana, 30 agosto 1869-Davos, 7 settembre 1942), sp. in seconde nozze a Londra, 9 febbraio 1908 Maximilian (Max) Freiherr von Berg (Steierdorf, Krassó-Szörény vm., Ungheria, 1º maggio 1859-Neu Friedenheim, 25 marzo 1924)

- Joseph Thyssen (naturale)

- Joseph Thyssen (Eschweiler, 14 febbraio 1844-Mülheim an der Ruhr, 15 luglio 1915)
- Balbina Thyssen (Eschweiler, 3 ottobre 1846-Düsseldorf 15 aprile 1935), sp. 18 giugno 1867 Desire Bicheroux, figlio di Jacques Francois (Franz) Bicheroux e di Marie Josephine Monseur (18 marzo 1839-14 marzo 1875)

- Isaak Thyssen (Aquisgrana, 15 luglio 1766-Aquisgrana, 1º aprile 1815) sp. a Colonia, 22 giugno 1803 Margaretha Kluck (Colonia, 6 ottobre 1784-Aquisgrana, 28 febbraio 1868)

- Katharina Thyssen (Aquisgrana, 28 settembre 1814-Düsseldorf, 11 febbraio 1888), sp. Johann Friedrich Thyssen (Aquisgrana, 1º ottobre 1804-Eschweiler, 25 maggio 1877) (v. sopra)